# Lago Spilauersee
O Lago Spilauersee é um lago de montanha localizado a 1837 m acima do nível do mar, no cantão de Uri, na Suíça. Este lago está a cerca de 3 quilómetros ao sul do vale Riemenstaldner.

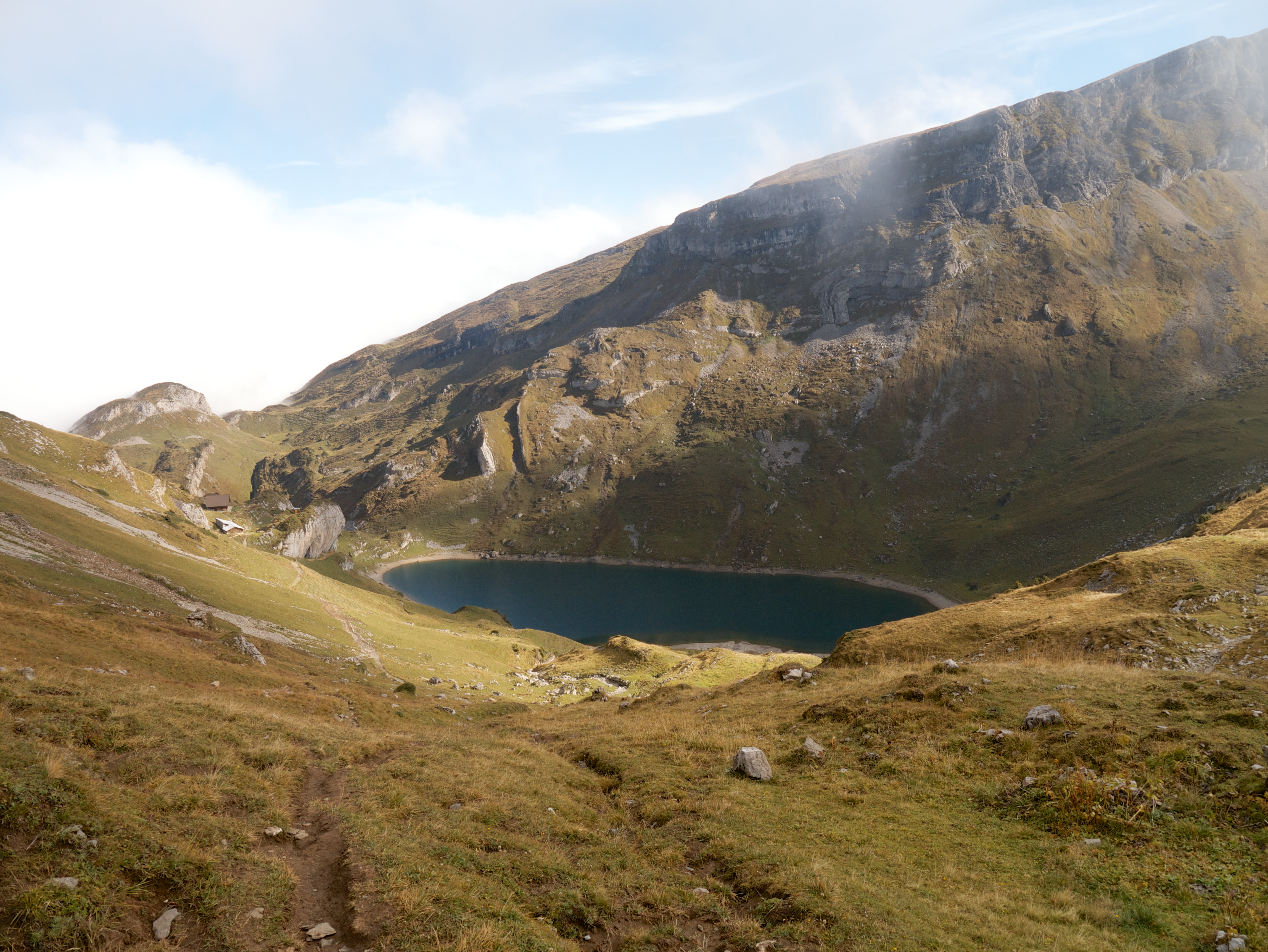
Spilauersee